# Джонсон, Моэша
Моэша Джонсон (англ. Moesha Johnson;) — австралийская пловчиха, специалистка в плавании на открытой воде, серебряный призёр летних Олимпийских Игр 2024 года, трёхкратная чемпионка мира 2024 и 2025 годов, призёр чемпионата мира 2023 года.

## Карьера
Джонсон родилась и выросла в регионе Голд-Кост-Твид, училась в средней школе Палм-Бич Каррамбин. Начала заниматься плаванием в водном клубе "Coopers" в Берли-Хедс.
В 2023 году на чемпионате мира в Фукуоке Моэша в составе австралийской эстафетной четвёрки на открытой воде стала бронзовым призёром.
В феврале 2024 года на чемпионате мира в Дохе Джонсон финишировала 4-й на дистанции 10 км. В эстафете на открытой воде завоевала чемпионский титул.
На Олимпийских играх в Париже Моэша стартовала на дистанции 1500 метров вольным стилем в бассейне и на открытой воле на дистанции 10 километров, где стала серебряным призёром Игр.
В 2025 году на чемпионате мира в Сингапуре завоевала золотые медали на олимпийской дистанции 10 км и на дистанции 5 км. На новой дистанции 3 км стала бронзовым призёром. 